# シムケンG
シムケンGは2000年にダイドー（現：ビスティ）から発売されたパチスロ（4号機）のひとつ。志村けんのバカ殿様をモチーフにしたタイアップ機である。
大量獲得機に属し、ビッグボーナス（BIG）の最大獲得枚数は当時のパチスロの規定上最大となる771枚であった。

## 最大獲得枚数771枚の仕組み
それまでのパチスロのBIGの最大獲得枚数は711枚とされていた。これは最初にBIG図柄が揃ったときの15枚、3枚掛けで小役ゲームを合計30ゲーム消化し、すべて15枚役が揃ったときの（15－3）×30＝360枚、1枚掛けでボーナスゲームを24ゲーム（8ゲーム×3回）消化し、すべて15枚役が揃ったときの（15－1）×24＝336枚をすべて足した枚数である（15＋360＋336＝711。最終ゲームでボーナスインを期待して1枚がけをすれば713枚も可能）。
シムケンGでは、小役ゲームを1枚掛けで消化するというアイデアにより、小役ゲームの最大獲得枚数を（15－1）×30＝420枚にし、15＋420＋336＝771枚と、従来の最大獲得枚数を60枚も上回ることに成功した。
しかし、その代償は小役ゲームの有効ライン数減少とそれに伴う目押しの増加、ボーナス抽選確率の低下と引き換えになった。期待値に関する規定の関係上、15枚役を揃えるときは全リールでシムケン図柄の目押しが必要になり（最大獲得枚数711枚の大花火（アルゼ）は左リールのみ）、リプレイはずしも左リールか中リールのいずれかで7（青色）の1コマ目押し（ビタ押し）に成功するか、右リールにシムケン図柄を狙ってリール制御の抽選による取りこぼしに期待しなければならなかった（逆に、ボーナスインを揃えるにも目押しが必要）。なお、ボーナスインフラグが成立したときにはストップボタン周辺の照明が消灯する告知機能があった。
以上の困難を乗り越えても771枚獲得はあくまで「最大」獲得枚数であり、のちの『吉宗』で使用された「ボーナスインのストック」や「ボーナスイン図柄と小役絵柄の共通フラグ」という手段はまだ発明されておらず、ほぼ毎回同じような枚数が得られるものではなかった。771枚を獲得するには「小役ゲーム29G目までに2回だけボーナスインを引く」「小役ゲーム30G目にボーナスインを引く」という2つの条件をクリアする必要があり、リプレイはずし＝ボーナスインの取りこぼしをすると771枚を得ることができなかった。もっとも、これは大花火等にも同じことが言えるのであるが、目押しの難易度が高い分、その労力に比べて得られる見返りの優位さが大花火等とさほど変わらなくなってしまった。
それでも、リプレイはずしをしたときの平均獲得枚数は665枚であり、大花火の610枚に比べて55枚も多かった。しかし、BIGの抽選確率は設定1で1/496（大花火は1/431）、設定3で1/442（大花火は1/364）、設定6でも1/287（大花火は1/240）とかなり低くなった。
なお、もう一つの特徴として、「リーチ目を避けるためにリプレイを順押しでも取りこぼす可能性がある」という仕様になっており、これを考慮して一般的な機種よりも高めのリプレイ確率が設定されていた。
兄弟機の『シムケンS』も存在したが、こちらは大量獲得機ではなく、リール配列など内部仕様が大幅に異なっていた。同時期に出た『M771』（山佐）も最大獲得枚数771枚であったが、こちらは押し順を限定することにより、目押しの頻度を減らしていた（小役獲得、リプレイはずしともに右リールのみ）が、リール制御の抽選によってはボーナスインを回避できなかった。
後継機として『グレートクック』があり、こちらはボーナスインのストックを搭載して平均獲得枚数（平均711枚を超えており、4号機中最高を誇る）を上げていたが、試験発売にとどまっており、本格発売に至らなかった。